# Saint-Fargeau (tổng)
Tổng Saint-Fargeau là một tổng của Tỉnh của Yonne của Pháp.

## Phân chia hành chính
Tổng Saint-Fargeau réunit les xã de:
- Lavau;
- Mézilles;
- Ronchères;
- Saint-Fargeau;
- Saint-Martin-des-Champs.